# بريت دومينو
بريت دومينو (بالإنجليزية: Brett Domino)‏ هو موسيقي بريطاني، ولد في 1984.

## وصلات خارجية
- بريت دومينو على موقع IMDb (الإنجليزية)
- بريت دومينو على موقع ميوزك برينز (الإنجليزية)
- بريت دومينو على موقع ديسكوغز (الإنجليزية)
- بريت دومينو على موقع قاعدة بيانات الفيلم (الإنجليزية)